# Taal, Batangas
Taal, là một đô thị cấp bốn ở tỉnh Batangas, Philippines. Theo điều tra dân số năm 2015, đô thị này có dân số 56.327 người trong.

## Barangays
Taal, về mặt hành chính, được chia thành 42 khu phố (barangay).
| - Apacay - Balisong - Bihis - Bolbok - Buli - Butong - Carasuche - Cawit - Caysasay - Cubamba - Cultihan - Gahol - Halang - Iba | - Ilog - Imamawo - Ipil - Luntal - Mahabang Lodlod - Niogan - Pansol - Poblacion 1 - Poblacion 2 - Poblacion 3 - Poblacion 4 - Poblacion 5 - Poblacion 6 - Poblacion 7- Teresita Noble | - Poblacion 8 - Poblacion 9 - Poblacion 10 - Poblacion 11 - Poblacion 12 - Poblacion 13 - Poblacion 14 - Pook - Seiran - Laguile - Latag - Tierra Alta - Tulo - Tatlong Maria |